# Trictenotoma childreni
Trictenotoma childreni is een keversoort uit de familie Trictenotomidae. De wetenschappelijke naam van de soort is voor het eerst geldig gepubliceerd in 1832 door Gray in Griffith.